# Cardiophorus castaneipennis
Cardiophorus castaneipennis là một loài bọ cánh cứng trong họ Elateridae. Loài này được Quedenfeldt miêu tả khoa học năm 1886.